# Balma del Messere
La Balma del Messere o Grotta dei Saraceni è una caverna naturale ai piedi di una parete rocciosa situata di fronte alla frazione di Cantarana nel comune di Ormea. La grotta è una delle più belle testimonianze di cavità murate di tutto l'arco alpino.

## Letteratura e leggenda

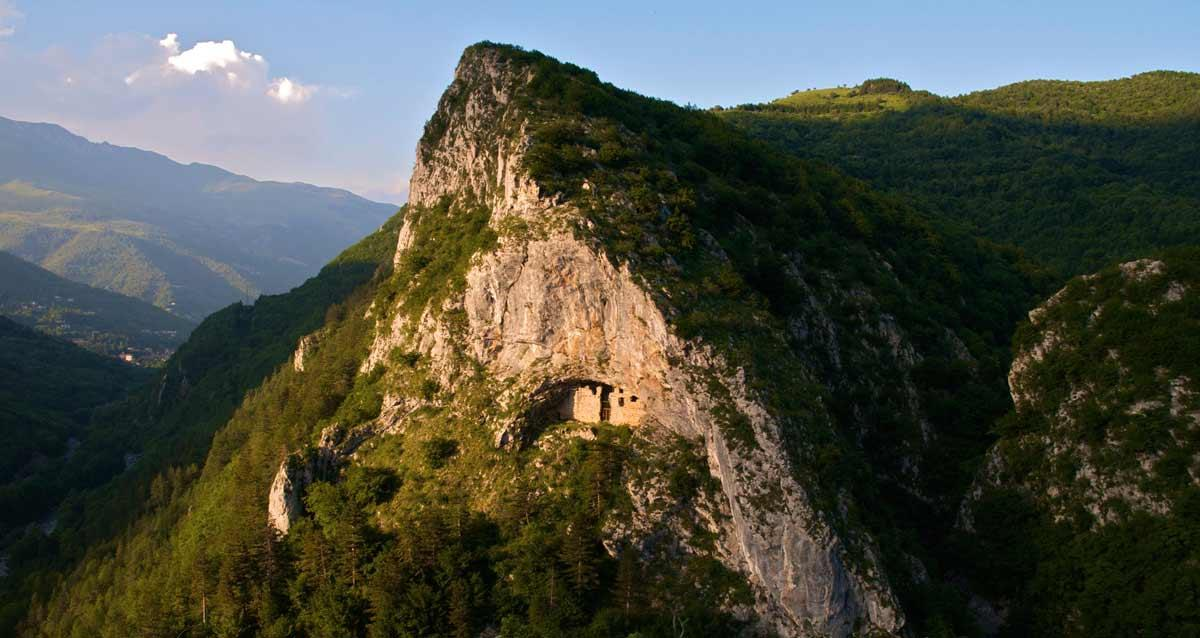
Panorama della Balma

La tradizione fa risalire la fortificazione al periodo dei Saraceni e infatti viene anche chiamata Grotta dei Saraceni. Qualche storico ha legato il nome Balma del Messere alla leggendaria vicenda di Aleramo e Adelasia che potrebbero averla usata come rifugio durante la fuga dalle ire dell'imperatore Ottone. Si racconta anche che il poeta inglese Byron, durante le sue peregrinazioni in Italia, sia entrato nella caverna ed abbia inciso due versi su di una pietra, di cui oggi non rimane traccia.

## La storia
La val Tanaro, come la Liguria e il Sud del Piemonte, fu teatro delle incursioni saracene del X sec. La tradizione orale, i resti di costruzioni dell'epoca e i vocaboli rimasti nel dialetto ormeasco ne sono la testimonianza.
Arrivarono nella valle probabilmente dal colle di Nava provenendo dalla Liguria, dove avevano distrutto nel 935 Castelvecchio, nei pressi di Imperia, o dalla val Roia, attraverso il colle dei Signori.
Nella vallata sostarono per parecchio tempo anche perché era un buon luogo di partenza per le scorrerie nella ricca pianura piemontese. Si trovarono così bene che costruirono un Frassineto (luogo fortificato) utilizzando una caverna naturale: la Grotta dei Saraceni o Balma del Messere nei pressi di Ormea. 
Altre testimonianze sono il torrione cilindrico del castello di Ormea, oggi non più esistente, ma chiaramente visibile nella stampa del Theatrum Sabaudiae del XVII sec.
Sul Castelletto, poggio che sovrasta l'abitato di Ormea, esisteva una torre, le cui fondamenta sono ancora verificabili alla base della statua della Madonna, innalzata sul luogo nel 1964.
La torre di Barchi rimane, con la Grotta di Cantarana, la testimonianza più evidente del periodo in cui si verificarono incursioni dei Saraceni nella zona di Ormea.
Probabilmente queste costruzioni e altre, oggi non più esistenti, furono erette in zone strategicamente valide dal punto di vista militare perché facilmente difendibili, ma anche perché fornissero la possibilità di essere utilizzate per comunicare attraverso segnali luminosi. 
Anche nella zona di Bagnasco si possono ancora vedere una torre cilindrica proprio a ridosso dell'abitato e i ruderi di un castello saraceno su di un poggio nei pressi dell'antica chiesa di Santa Giulitta.
Altre testimonianze del periodo si possono riscontrare anche nelle tradizioni popolari, a Ormea il carnevale storico degli Aboi e a Bagnasco un gruppo folcloristico propone un bal do sabre (ballo della sciabola) in costumi arabi.

## La facciata
Il muro che chiude la grande caverna è in pietre locali tenute assieme da una malta molto compatta. La regolarità del manufatto è notevole segno di una tecnica costruttiva piuttosto avanzata.
Partendo dal basso possiamo vedere due piccole porte alle estremità, nei pressi della parete rocciosa; quella di sinistra ha la particolarità di avere un doppio arco in pietra come trave, probabilmente per sopportare meglio il peso della struttura. Esistono poi quattro feritoie strombate verso l'interno, tipiche aperture utilizzate per la difesa, riscontrabili nei castelli. Non considerando i buchi utilizzati come supporto alle impalcature di legno per la costruzione, al centro della muraglia, a circa 4 metri di altezza, possiamo vedere due finestroni, di cui uno chiuso con pietre. Questo ci fa pensare a un doppio piano nella struttura interna. Alla sommità, anche se i crolli non ci permettono di verificare la forma originale, si vedono delle aperture, probabilmente esistenti già originariamente, che permettevano la fuoriuscita del fumo prodotto dal fuoco acceso all'interno.
A seconda che si consideri la Balma una struttura militare o civile, possiamo ipotizzare due diverse soluzioni per la facciata originale.
- La prima soluzione, militare, con le porte laterali chiuse e un'unica porta centrale, oggi non più visibile perché compresa nella zona crollata. Anche il piano superiore aveva i finestroni chiusi e le uniche aperture erano le feritoie.
- La seconda soluzione, civile, con le due porte laterali attive e al piano superiore i due finestroni collegati da un lungo balcone in legno.

## L'interno

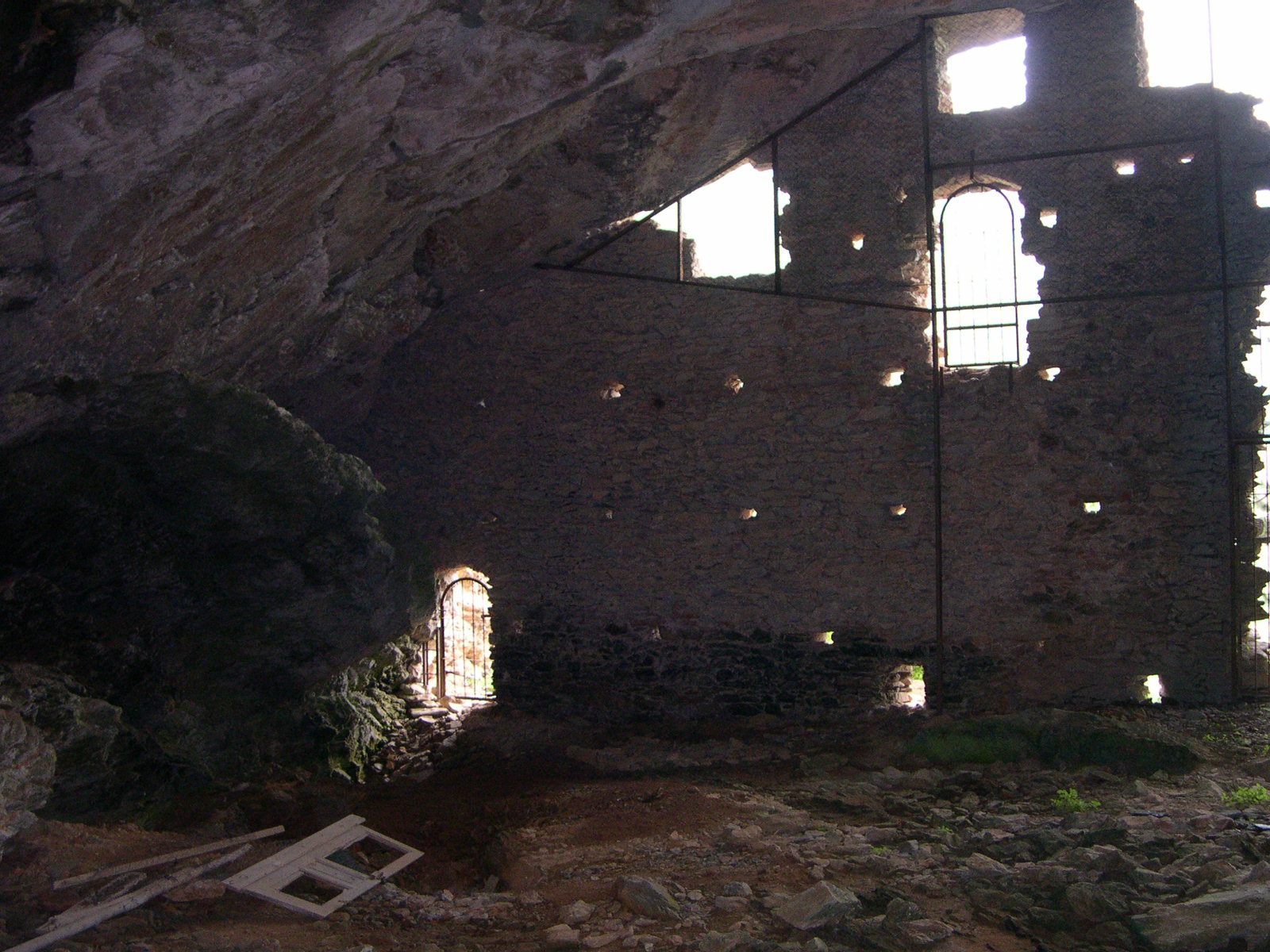
Interno della Balma del Messere.

La caverna all'interno ha una superficie di circa 200 m² e non presenta stillicidio permanente.
Vicino alla porta laterale sinistra si può ancora vedere la buca fatta durante gli scavi archeologici.
Il muro ha nella parte centrale una rientranza per tutta la lunghezza proprio all'altezza delle finestre. Probabilmente serviva per appoggiare un piano in legno oggi completamente scomparso. La malta, inserita tra le pietre, è di buona qualità e dimostra che il muro non è stato fatto con mezzi di fortuna, ma è stata una costruzione studiata e realizzata con una certa tecnica. 
L'interno è completamente spoglio e non si vedono scavi o residui di pareti, questo fa pensare che le strutture interne, senz'altro presenti, fossero in legno. 
Possiamo ipotizzare due possibili soluzioni di struttura interna a seconda che la grotta sia stata utilizzata per scopi militari o civili. 
- La prima, militare, prevede una passerella in legno per permettere ai soldati di usare le feritoie in alto. La parte abitativa era a terra probabilmente servita da grosse tende.
- la seconda, civile, poteva essere composta da un piano in legno che permetteva l'uso di due piani, uno sulla terra e uno sul tavolato.

## La preistoria
Caverne, grotte e antri furono utilizzati come abitazioni dall'uomo, al punto che nell'accezione comune l'uomo primitivo viene identificato come cavernicolo.
Nella val Tanaro non si sono trovate tracce umane del periodo paleolitico (200.000-5.000 a.C.), e ciò può essere spiegato con la presenza delle ultime glaciazioni. Nel periodo neolitico (5.000-2.200 a.C.) la presenza dell'uomo è segnalata nell'entroterra ligure e in Val Tanaro. Più importanti sono i reperti rinvenuti per quanto riguarda l'età del bronzo.

## Scavi archeologici
Nella grotta dei Saraceni sono state organizzate due campagne di scavo: nel 1979 ad opera dell'Istituto di Antropologia dell'Università di Torino e nel 1982 della Soprintendenza Archeologica del Piemonte. Nella prima campagna furono investigati gli strati interni alla Balma per circa 1 m di profondità, nella seconda gli strati sottostanti.
Nel corso del primo scavo fu trovato un frammento di orlo di olletta in terracotta fine, di colore nero e decorata con motivi zigzaganti. Reperto unico in Val Tanaro, ma documentata da ritrovamenti nel Finalese e nel sud della Francia come tipica delle culture neolitiche. Negli strati più superficiali è stata verificata l'esistenza di ceramica medievale e dell'età del bronzo.
La seconda campagna documentò la presenza umana nell'ultimo neolitico, con ritrovamenti di cocci di ceramica più grossolana.

## La leggenda di Aleramo
Le vicende di Aleramo si muovono tra poche informazioni storiche e molte leggende. Una di queste racconta che Aleramo ed Adelasia, in fuga dall'imperatore Ottone I, ripararono nella caverna di Ormea. Dal personaggio derivò la dicitura Balma del Messere in sostituzione di Grotta dei Saraceni.

## Il sentiero
Per raggiungere la Balma del Messere ci sono due soluzioni:
- Partendo da Ormea o da Cantarana si segue la pista ciclabile che fiancheggia il fiume Tanaro sulla riva destra orografica. Giunti di fronte alla frazione si deve iniziare la salita, segnale direzionale, lungo un sentiero ripido e zigzagante. Si raggiunge un palo della linea ad alta tensione proveniente dalla Val Roia e si procede sempre in salita fino ad un bivio che a destra si inoltra nell'orrido scavato dal rio dei Pendagli in direzione della borgata Licatti. Si devia a sinistra ancora in salita si raggiunge la piazzuola che sorge davanti alla caverna.
- Dalla borgata Licatti della frazione di Prale si scende verso il canyon seguendo la traccia di un'antica strada incompiuta che presto si trasforma in sentiero in discesa. Prestando attenzione per la verticalità del luogo, dopo aver superato un passaggio tra le rocce, si giunge al bivio con il sentiero precedente che occorre seguire a destra, in salita, fino alla Balma.[3]